# Giachi (famiglia)
Giachi è una famiglia italiana circense, il cui capostipite, Carlo (Firenze circa 1840), fervente garibaldino, si distinse come uno dei primi uomini volanti italiani.

## Storia
Il figlio Ferdinando (Firenze 1878), anch'egli acrobata, formò diverse troupes che figurarono nei maggiori circhi nazionali.
Il nipote Ferdinando (Bordeaux 1900) esordì giovanissimo col padre e la madre nella troupe Giachi Familie-Blitz Akrobaten, affermandosi poi come saltatore e soprattutto come clown di rara finezza nei circhi Krone (1936), Togni (1939), Apollo (1950), Palmiri-Benneweis (1958-1963).
A sua volta il figlio di quest'ultimo, Ferdinando (Udine, 1934), ha composto un trio di acrobatica a terra dopo essere stato una spalla del padre.
Il penultimo di questa famiglia circense è Andrea Giachi (26 febbraio 1969 Pesaro) che, grazie all'addestramento dei genitori, si specializzò mettendosi in evidenza nelle arti acrobatiche come la ruota della morte e il trapezio; inoltre Andrea divenne un abile cavallerizzo e partecipò al Festival internazionale del circo di Monte Carlo, vincendo il premio Clown d'Oro.